# St. Helena (Lasel)

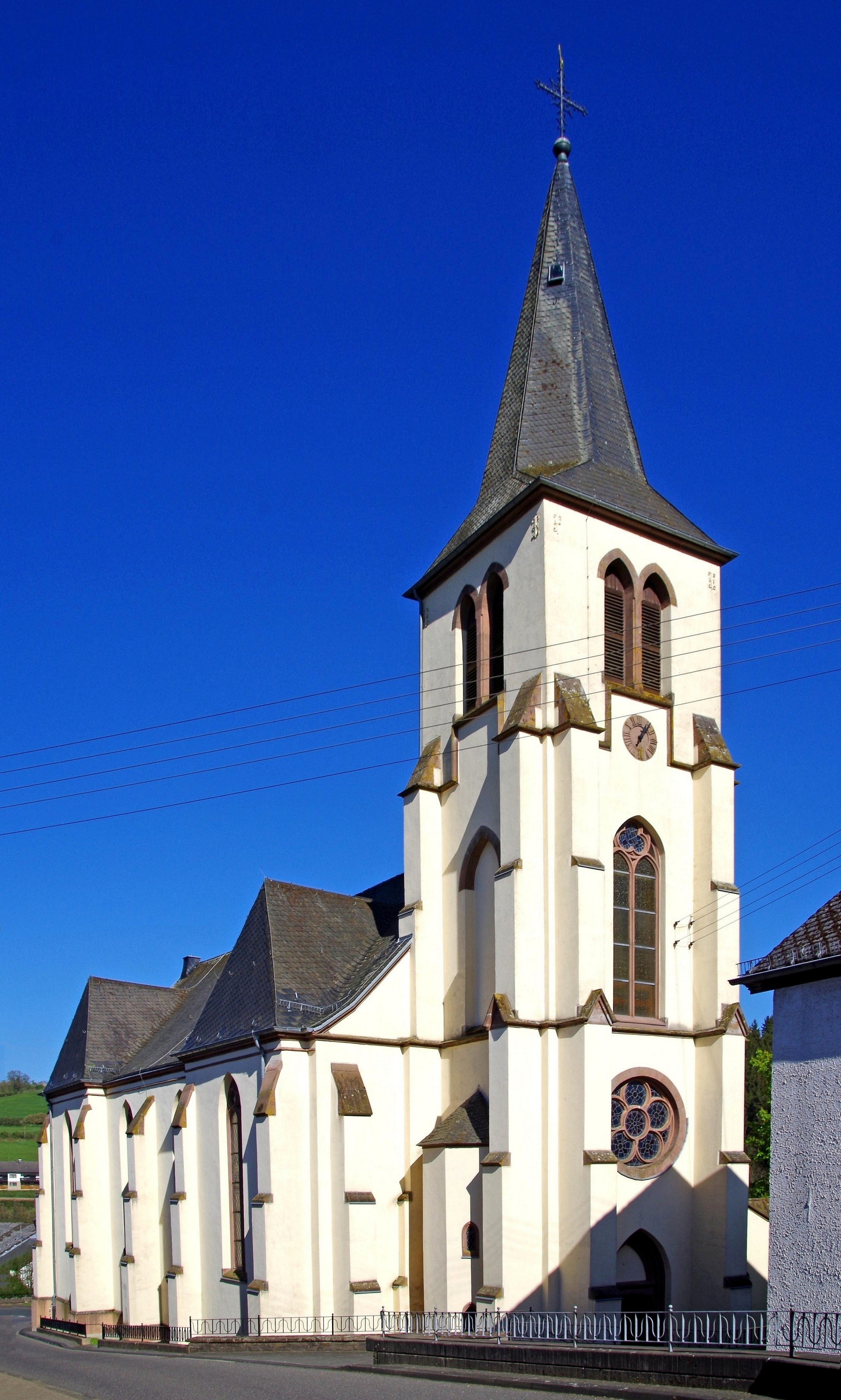
Die Kirche St. Helena in Lasel

Die Kirche St. Helena ist die römisch-katholische Pfarrkirche von Lasel im Eifelkreis Bitburg-Prüm in Rheinland-Pfalz. Die Pfarrei gehört in der Pfarreiengemeinschaft Schönecken-Waxweiler zum Dekanat St. Willibrord Westeifel im Bistum Trier.

## Geschichte
Seit 1346 ist in Lasel eine Kirche bezeugt. 1803 wurde Lasel eigenständige Pfarrei. Die heutige Kirche wurde von 1895 bis 1896 als gewölbter Saalbau mit stattlichem Turm im neugotischen Stil errichtet. Der Kirchenraum ist ausgemalt (1999 restauriert). Bemerkenswert ist die am Eingang befindliche Taufkapelle. Patronin der Kirche ist die heilige Helena. Die Kirche wird landläufig als „Nimstaldom“ bezeichnet.

## Ausstattung

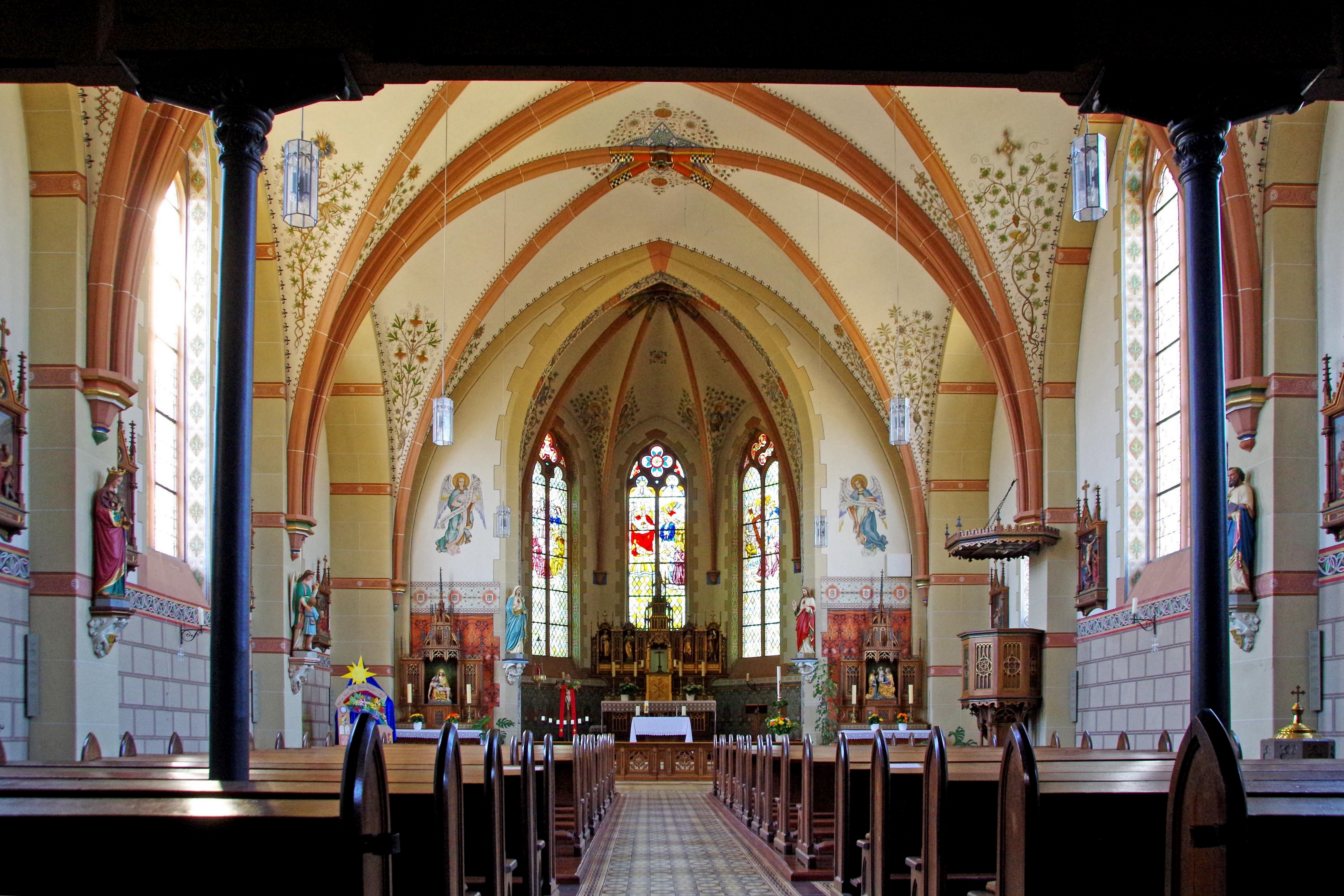
Innenraum

Die Kirche verfügt über drei neugotische Altäre und eine Kanzel, die alle in Holz gearbeitet sind, wie auch die Kreuzwegstationen und Heiligenfiguren. Die Kirchenfenster zeigen nazarenische Glasgemälde mit ornamentaler Gestaltung. Seit 1983 besitzt die Kirche eine von der Firma Weimbs gebaute Orgel mit 16 Registern und 970 Pfeifen.

## Pfarrer seit 1893
- 1893–1901: Josef Berres
- 1901–1910: Gregor Amling
- 1910–1911: Nikolaus Oster
- 1911–1919: Severin Reuter
- 1919–1926: Paul Schönbrod
- 1926–1951: Dr. Johannes Fandel
- 1951–1957: Peter Leber
- 1957–1978: Engelbert Schmidt
- 1978–1996: Kurt Graafen
- 1996–?: verwaltet von St. Johannes der Täufer (Waxweiler)